# Ivánfalva (Valpó)
Ivánfalva (horvátul: Ivanovci) falu Horvátországban, Eszék-Baranya megyében. Közigazgatásilag Valpóhoz tartozik.

## Fekvése
Eszéktől légvonalban 24, közúton 30 km-re északnyugatra, községközpontjától 5 km-re délre, a Szlavóniai-síkságon, Mariancsace és Zelcsin között fekszik.

## Története
1392-ben „Iwanfalua” alakban említik először, Kos várához tartozott. A Kórógyi család birtoka volt. 1506-ban és 1507-ben „Iwanowcz” néven a szombathelyi vár tartozékai között találjuk. A török uralom előtti utolsó birtokosa Geréb Mátyás volt. A török Valpó várának elestével 1543-ban foglalta el azt a területet és csak 1687-ben szabadult fel uralma alól. A 18. században Boszniából katolikus horvátok (sokácok) települtek be.
A török kiűzése után a valpói uradalom részeként kamarai birtok volt, majd 1721. december 31-én III. Károly az uradalommal együtt Hilleprand von Prandau Péter bárónak adományozta. A Prandau család 1885-ig volt a birtokosa.
Az első katonai felmérés térképén „Ivanovcze” néven található. Lipszky János 1808-ban Budán kiadott repertóriumában „Ivanovcze” néven szerepel. Nagy Lajos 1829-ben kiadott művében „Ivanovcze” néven 90 házzal, 499 katolikus vallású lakossal találjuk.
1857-ben 522, 1910-ben 741 lakosa volt. Verőce vármegye Eszéki járásához tartozott. Az 1910-es népszámlálás adatai szerint lakosságának 98%-a horvát anyanyelvű volt. A település az első világháború után az új szerb-horvát-szlovén állam, majd később (1929-ben) Jugoszlávia része lett. 1991-ben lakosságának 98%-a horvát nemzetiségű volt. 2011-ben 460 lakosa volt.

## Lakossága
| Lakosság változása | Lakosság változása | Lakosság változása | Lakosság változása | Lakosság változása | Lakosság változása | Lakosság változása | Lakosság változása | Lakosság változása | Lakosság változása | Lakosság változása | Lakosság változása | Lakosság változása | Lakosság változása | Lakosság változása | Lakosság változása |
| ------------------ | ------------------ | ------------------ | ------------------ | ------------------ | ------------------ | ------------------ | ------------------ | ------------------ | ------------------ | ------------------ | ------------------ | ------------------ | ------------------ | ------------------ | ------------------ |
| 1857               | 1869               | 1880               | 1890               | 1900               | 1910               | 1921               | 1931               | 1948               | 1953               | 1961               | 1971               | 1981               | 1991               | 2001               | 2011               |
| 522                | 560                | 566                | 665                | 738                | 741                | 719                | 794                | 763                | 771                | 734                | 633                | 563                | 530                | 490                | 460                |

## Kultúra
KUD „Šokadija” Ivanovci, Zelčin i Marjančaci.

## Oktatás
A településen a ladomérfalvi általános iskola területi iskolája működik. Az iskola régi épülete mintegy 110 éves, nedvesedik és rossz az állapota. 2007-ben a megyei önkormányzat új iskola építésébe kezdett, mely négy osztályteremmel, szaktermekkel, irodákkal, ebédlővel és könyvtárral rendelkezik. Az iskola így nyolcosztályosra bővül és kedvezőbb feltételeket biztosít a mintegy ötven tanuló és tanáraik számára.

## Egyesületek
DVD Ivanovci önkéntes tűzoltó egyesület.

## Híres emberek
Itt született 1937. július 6-án Marin Srakić diakovári és szerémi római katolikus püspök.